# داني درينكووتر
داني درينكووتر (بالإنجليزية: Danny Drinkwater)‏ مواليد 5 مارس 1990 في مانشستر، هو لاعب كرة قدم إنجليزي يلعب مع تشيلسي كلاعب وسط. مثّل منتخب إنجلترا لكرة القدم فئة الشباب.

## مرحلة الشباب

### أندية لعب لها
- مانشستر يونايتد

## المسيرة الاحترافية

### أندية لعب لها
- مانشستر يونايتد
- ليستر سيتي
- تشلسي
- نادي قاسم باشا

## روابط خارجية
- داني درينكووتر على موقع الاتحاد الأوربي (الإنجليزية)
- داني درينكووتر على موقع اتحاد تركيا (لاعب) (الإنجليزية)
- داني درينكووتر على موقع إي إس بي إن إف سي (الإنجليزية)
- داني درينكووتر على موقع قاعدة بيانات كرة القدم.إي يو (الإنجليزية)
- داني درينكووتر على موقع ليكيب (الفرنسية)
- داني درينكووتر على موقع ناشيونال فوتبول تيمز (الإنجليزية)
- داني درينكووتر على موقع Soccerbase.com (لاعب) (الإنجليزية)
- داني درينكووتر على موقع Soccerway.com (الإنجليزية)
- داني درينكووتر على موقع عالم كرة القدم.نت (الإنجليزية)
- داني درينكووتر على موقع AS.com (الإسبانية)